# Этельверд (король Восточной Англии)
Этельверд (англ. Æthelweard) был королём Восточной Англии IX века, долгоживущего англосаксонского королевства, которое сегодня включает в себя английские графства Норфолк и Суффолк. О правлении Этельверда известно мало, и даже даты его правления доподлинно неизвестны. После него стал королём Эдмунд Мученик, который, как говорили, был коронован 25 декабря 854 года.

## Восточная Англия IX века
До прихода викингов королевство Восточных англов в VI веке было богатым и могущественным, с самобытной церковной культурой. Между этим временем и ранним нормандским периодом практически ничего не известно об истории Восточной Англии, за исключением того, что королевство было достаточно богатым и могущественным, чтобы оставаться независимым. Его короли в некоторых случаях известны только по монетам, выпущенным во время их правления. По словам историка Барбары Йорк, нападения викингов в конечном счете разрушили все монастыри Восточной Англии, где должны были храниться книги и хартии.

## Жизнь и правление Этельверда
Как и в случае с Этельстаном, после которого он пришёл, текстовые свидетельства правления Этельверда очень ограничены. Он не упоминается в Англосаксонской хронике. Однако нумизматические свидетельства в виде сохранившихся монет свидетельствуют о том, что он был правителем независимого королевства и не подчинялся Мерсии или Уэссексу. Дата, когда Этельверд стал королём, неизвестна, но условная датировка - середина или конец 840-х годов. Судя по всему, он умер в 854 году. После него на посту короля стал его четырнадцатилетний сын Эдмунд, позже известный как святой Эдмунд, который, как говорили, был коронован 25 декабря 854 года.